# Prager Vertrag (1546)

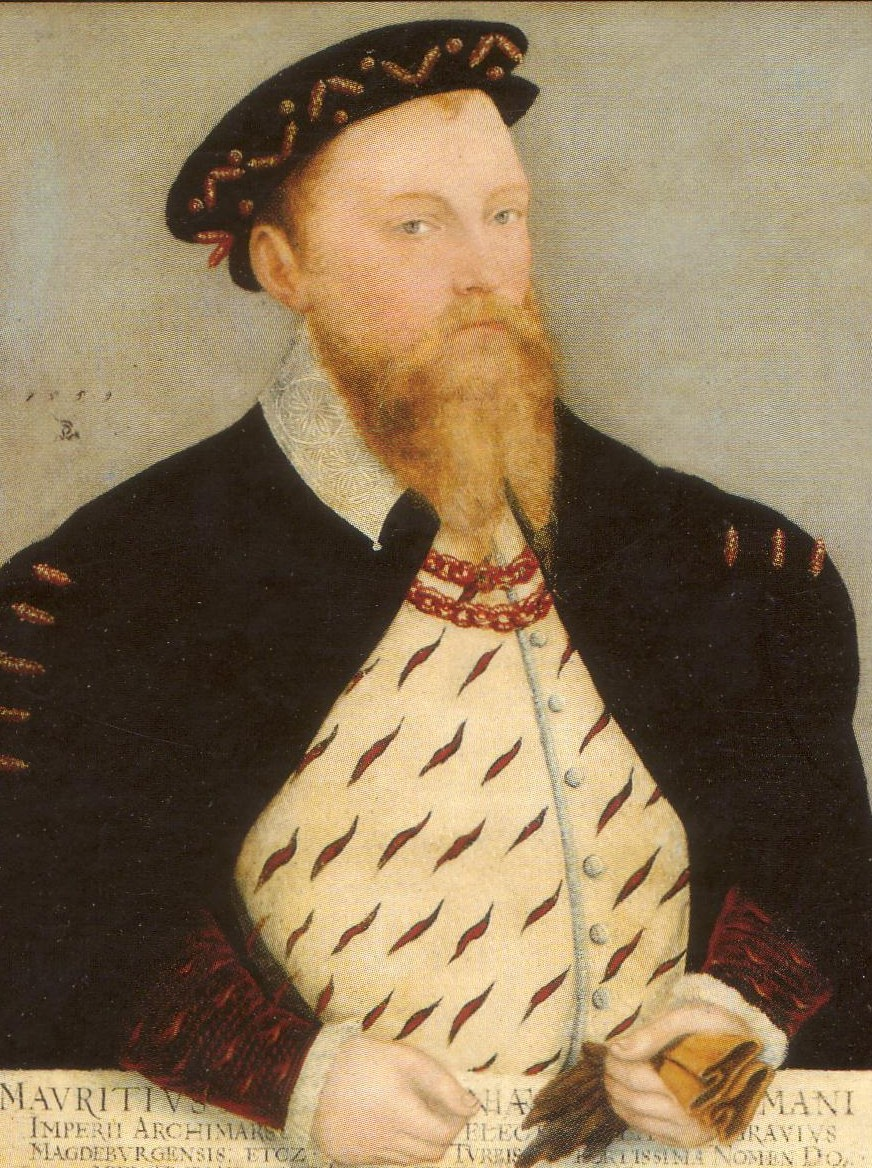
Herzog Moritz von Sachsen

Im Prager Vertrag vom 14. Oktober 1546 gelang es Kaiser Karl V., Herzog Moritz von Sachsen mit dem Versprechen der Übertragung der sächsischen Kurwürde und Gebietsgewinnen auf Kosten der ernestinischen Länder im Schmalkaldischen Krieg auf seine Seite zu ziehen. Moritz von Sachsen versprach im Gegenzug u. a., das Vogtland und die sächsischen Bergstädte Gottesgab und Platten dem Königreich Böhmen zu übergeben.

## Geschichte
Bereits im Juni 1546 hatte Herzog Moritz mit Kaiser Karl V. auf dem Reichstag von Regensburg einen Vertrag abgeschlossen, der ihn zu militärischer Neutralität im Falle eines Krieges zwischen Kursachsen und dem Kaiser verpflichtete.
Der formale Grund für die Eröffnung von Kriegshandlungen im Schmalkaldischen Krieg war die Vollstreckung der am 20. Juni 1546 verhängten Reichsacht an Kursachsen und Hessen. Diese war gegen die beiden Bundeshauptleute des Schmalkaldischen Bundes, Johann Friedrich I. von Sachsen und Philipp I. von Hessen verhängt worden, weil sie die (auch innerhalb des Bundes umstrittene) Eroberung Braunschweig-Wolfenbüttels angeführt hatten. Durch dieses legale Vorgehen hoffte der Kaiser, weitere protestantische Fürsten und Städte zur Nichteinhaltung ihrer Bündnisverpflichtungen bewegen zu können. Im Süden des Reiches konnte der protestantische Heerführer Sebastian Schertlin von Burtenbach nach anfänglichen Erfolgen seiner mit großer Umsicht geführten Truppen (er eroberte unter anderem Füssen und brandschatzte Buchloe) den Sieg der Kaiserlichen nicht verhindern.

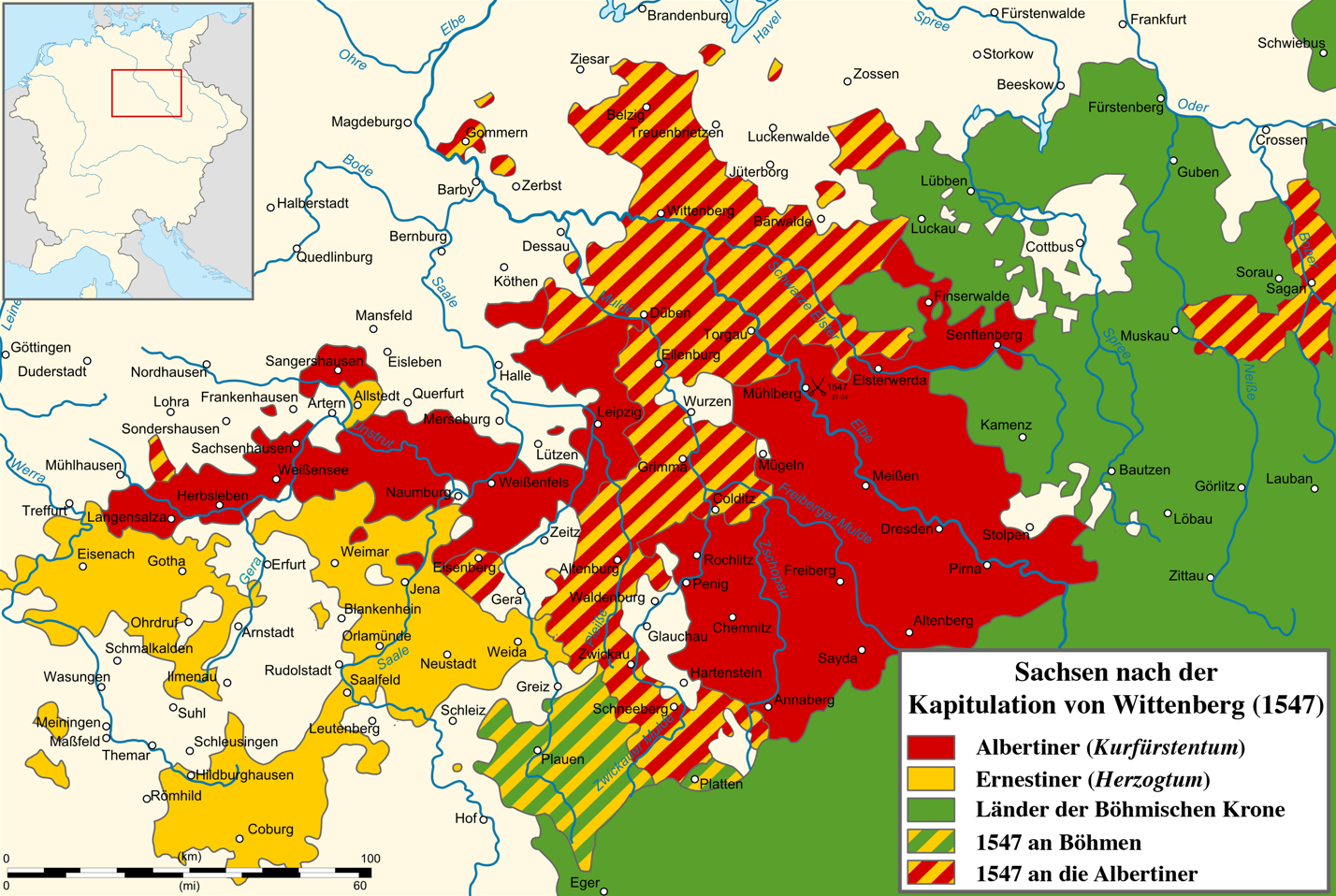
Gebietsänderungen im Zuge der Wittenberger Kapitulation

Der Sächsische Feldzug der verbündeten Kaiserlichen Truppen und Moritz’ von Sachsen folgte ab November 1546. Moritz hatte lange gezögert, da von dieser Strafaktion auch sein Schwiegervater Philipp von Hessen betroffen gewesen wäre. Aber als der Bruder des Kaisers, Ferdinand I., selbst einen Feldzug gegen Kursachsen beginnen wollte, musste er ihm zuvorkommen, um gegenüber den Habsburgern nicht die Initiative in seinen eigenen Ländern zu verlieren.
Nach anfänglichen Erfolgen – er besetzte fast kampflos Kursachsen – geriet Moritz mit seinem Heer in Bedrängnis durch den Schmalkaldischen Bund und wich Richtung Böhmen aus. Mit dem Sieg in der Schlacht bei Mühlberg am 24. April 1547 war der Krieg entschieden. Der protestantische Sieg am 23. Mai 1547 in der Schlacht bei Drakenburg, der zum Abzug der Kaiserlichen aus dem Norden des Reiches führte, änderte daran nichts mehr. Auch Magdeburg leistete noch bis 1551 Widerstand.
Herzog Moritz von Sachsen wurde bereits kurz nach der Schlacht bei Mühlberg am 4. Juni 1547 im Feldlager zum Kurfürsten von Sachsen erhoben. Der gefangen genommene Kurfürst Johann Friedrich I. wurde zunächst zum Tode verurteilt. Um seine drohende Hinrichtung abzuwenden und für seine Erben wenigstens einige Gebiete in Thüringen zu retten, unterschrieb Johann Friedrich am 19. Mai 1547 die Wittenberger Kapitulation. In dieser stimmte er der Übertragung der sächsischen Kurwürde an die albertinische Linie und dem Verzicht auf Teile seiner Ländereien in Thüringen zu.
Die offizielle Ernennung Moritz von Sachsens zum Kurfürsten erfolgte später, aber zu einem hohen Preis: Er hatte die evangelische Sache verraten und seinen Schwiegervater Landgraf Philipp I. von Hessen in eine aussichtslose Lage gebracht. Moritz sicherte ihm zu, dass er nicht eingekerkert werden würde, wenn er sich dem Kaiser ergeben würde. Tatsächlich aber wurde Philipp in Haft genommen und außer Landes gebracht, nachdem er sich vor Karl V. auf die Knie geworfen hatte.
Der nach diesen Vorfällen von seinen Landsleuten als „Judas von Meißen“ beschimpfte Moritz war vom Kaiser zutiefst enttäuscht, verbarg jedoch seine Haltung ihm gegenüber bis zum „geharnischten Reichstag zu Augsburg“ am 25. Februar 1548, wo die Zeremonie zur Erhebung Moritz’ zum Kurfürsten von Sachsen stattfand.